# Hôtel Le Picard de Phelippeaux
 (juillet 2014).
L'hôtel Le Picard de Phelippeaux est un hôtel particulier situé dans la ville de Tours, entre les 13, rue de l'Arbalète, 18, rue de la Rôtisserie et 10, place du Grand-Marché. Il est inscrit à l'Inventaire général du patrimoine culturel.

## Historique
L'hôtel a été aménagé dans la tour (dite de Sainte-Barbe ou de la Picardie) d'angle nord-ouest de l'enceinte datant du Xe siècle. Jehan Le Picard, conseiller et maître des comptes du roi et général des finances, en est propriétaire au début du XVe siècle.